# NGC 3453
NGC 3453 est une galaxie spirale barrée située dans la constellation de l'Hydre. NGC 3453 a été découverte par l'astronome britannique John Herschel en 1835.

## Caractéristiques
Sa vitesse par rapport au fond diffus cosmologique est de 4 354 ± 28 km/s, ce qui correspond à une distance de Hubble de 64,2 ± 4,5 Mpc (∼209 millions d'al).
La classe de luminosité de NGC 3453 est II et elle présente une large raie HI. Elle renferme également des régions d'hydrogène ionisé.

## Groupe de NGC 3450
En compagnie des galaxies NGC 3450 et NGC 3464, NGC 3453 forme un trio de galaxie, le groupe de NGC 3450.